# 22448 Ricksaunders
22448 Ricksaunders este o planetă minoră (asteroid) din centura de asteroizi. A fost descoperită pe 11 octombrie 1996 la Observatorul Național Kitt Peak de Spacewatch. 
Obiectul prezintă o orbită caracterizată de o semiaxă mare de 2,2086468 UAi, o excentricitate de 0,07, o înclinație de 5,61872 ° în raport cu ecliptica.